# Antônio Doido
Antônio Leocádio dos Santos (Dom Macedo Costa, 26 de Agosto de 1976) é um político brasileiro, filiado ao MDB, eleito Deputado Federal pelo Pará.

## Biografia
Antônio começou sua carreira política se candidatando à prefeitura de São Miguel do Guamá, aonde foi eleito prefeito com 9.639 votos (32,13%).
Em 2020, em sua re-eleição, acabou por perder a eleição e não ser re-eleito, atingindo a votação de 15.102 votos (48,26%).
Em 2022, já no MDB, se candidatou à Deputado Federal, aonde acabou por ser eleito, atingindo a votação de 126.535 votos (2,79%).